# هنری سینگلتون
هنری سینگلتون (انگلیسی: Henry Singleton؛ ۲۷ نوامبر ۱۹۱۶ – ۳۱ اوت ۱۹۹۲) کارآفرین اهل ایالات متحده آمریکا بود، که در سال ۱۹۶۰ شرکت تله‌داین را تأسیس کرد.